# Nurul Amin
Nurul Amin (Bengali: নূরুল আমীন, Urdu: نورالامین‎;‎ 15 de julho de 1893 – 2 de outubro de 1974) foi um jurista e político do Paquistão. Ao longo da sua carreira, foi ministro do abastecimento, primeiro-ministro e foi o primeiro e único vice-presidente do seu país entre 1970 e 1972, liderando o Paquistão na guerra Indo-Paquistanesa de 1971.

## Carreira
Após a separação do subcontinente indiano de 1947/48 a 1952, Nurul Amin foi Ministro-Chefe do Paquistão Oriental, hoje Bangladesh. Nas eleições parlamentares de 1970, ele foi o único não membro da vitoriosa Liga Awami a ganhar uma cadeira na assembleia geral nacional. Amin foi membro do Partido da Coalizão Unida de 1971 até sua morte, do qual também foi presidente.

## Primeiro Ministro
Em 8 de dezembro de 1971, o então presidente do Paquistão, Yahya Khan, nomeou Nurul Amin como primeiro-ministro e o instruiu a formar um gabinete com o presidente do Partido do Povo do Paquistão Ocidental, Zulfikar Ali Bhutto. No início do mês, pouco antes do início da Guerra da Independência no Paquistão Oriental, Bhutto declarou que era impossível trabalhar com Amin, mas se deixou ser persuadido por Khan.

## Fim da presidência
Depois que os soldados do Paquistão Ocidental se renderam em 15 de dezembro de 1971, o governo teve que interromper as operações novamente. O presidente Yahya Khan renunciou e Zulfikar Ali Bhutto foi empossado como o novo presidente e administrador militar. Como resultado da perda do Paquistão Oriental, Amin recusou-se a aceitar a presidência do primeiro-ministro e, portanto, seu cargo permaneceu vago até 1973, quando ele se tornou deputado de Bhutto.